# Luis Demiquel
Luis Eduardo Demiquel Banegas, noto semplicemente come Luis Demiquel (La Paz, 15 gennaio 2000), è un calciatore boliviano, difensore del The Strongest.

## Caratteristiche tecniche
È un difensore centrale.

## Carriera

### Club
Cresciuto nell'Universidad de Chile, nel 2019 viene acquistato dal The Strongest con cui debutta fra i professionisti il 16 maggio giocando l'incontro di Primera División boliviana vinto 3-1 contro il Blooming.

### Nazionale
Nel 2019 con la nazionale under-20 boliviana prende parte al campionato sudamericano di categoria, senza però disputare alcun incontro. Pochi mesi più tardi riceve la prima convocazione da parte della nazionale maggiore in occasione dell'amichevole contro il Brasile.

## Statistiche
Statistiche aggiornate al 3 dicembre 2020.

### Presenze e reti nei club
| Stagione        | Squadra         | Campionato      | Campionato | Campionato | Coppe nazionali | Coppe nazionali | Coppe nazionali | Coppe continentali | Coppe continentali | Coppe continentali | Altre coppe | Altre coppe | Altre coppe | Totale | Totale | Totale |
| Stagione        | Squadra         | Comp            | Pres       | Reti       | Comp            | Pres            | Reti            | Comp               | Pres               | Reti               | Comp        | Pres        | Reti        | Pres   | Reti   |        |
| --------------- | --------------- | --------------- | ---------- | ---------- | --------------- | --------------- | --------------- | ------------------ | ------------------ | ------------------ | ----------- | ----------- | ----------- | ------ | ------ | ------ |
| 2019            | The Strongest   | LFPB            | 16         | 0          |                 | -               | -               |                    | -                  | -                  |             | -           | -           | 16     | 0      |        |
| 2020            | The Strongest   | LFPB            | 9          | 0          |                 | -               | -               | CL                 | 0                  | 0                  |             | -           | -           | 9      | 0      |        |
| Totale carriera | Totale carriera | Totale carriera | 25         | 0          |                 | 0               | 0               |                    | -                  | -                  |             | -           | -           | 25     | 0      |        |